# Най (многоствольная флейта)
Най (рум. и молд. nai, най) — молдавская и румынская многоствольная флейта. Изготавливается из бузины, тростника и бамбука. Современный молдавский най состоит из 22—24 скреплённых трубок, составляющих диатоническую гамму. Путём изменения угла подачи струи воздуха возможно понижение основного тона трубки на полтона.
Настройка инструмента производится путём перемещения пробок в нижней части трубок. В трубках без передвижных пробок высота тона регулируется опусканием мелких предметов внутрь трубки (камешков, горошин, зёрен кукурузы).
На нае исполняют народные лирические песни (дойны) и танцевальные пьесы. Известные современные исполнители: Г. Замфир (Румыния), В. Иову, П. Захария, Б. Руденко, Г. Мустя (Молдова), К. Москович.

## Продольная флейта
В Румынии и Болгарии словом най также называют продольную флейту пастухов с 7 пальцевыми отверстиями, которую не следует путать с другой одноимённой продольной флейтой, распространённой на Ближнем Востоке.